# Aeroportul Luxemburg-Findel
Aeroportul Luxemburg-Findel (în franceză Aéroport de Luxembourg) (IATA: LUX, ICAO: ELLX) este un aeroport din Sandweiler⁠(d), Luxemburg, Luxemburg ce deservește zona Luxemburg. Aeroportul a fost tranzitat în 2022 de 4.114.291 de pasageri. A fost deschis în 1947 și numit după zona deservită.
Situat la o altitudine de 376 m, aeroportul dispune de 1 pistă.

## Infrastructură

### Piste
Aeroportul dispune de o singură pistă. Pista 06/24 are suprafața de asfalt și dimensiunile 4.000 m × 60 m. 